# Groupe CDU/CSU au Bundestag

Logo de 2014 à 2021

Le groupe CDU/CSU au Bundestag (en allemand : CDU/CSU-Fraktion im Deutschen Bundestag ou CDU/CSU-Bundestagsfraktion) est le groupe parlementaire commun formé au Bundestag par les parlementaires membres de l’Union chrétienne-démocrate d’Allemagne (CDU), présente dans tous les Länder sauf en Bavière, et de l’Union chrétienne-sociale en Bavière (CSU), présente en Bavière seulement. Les deux « partis-frères », tous deux d’orientation démocrate-chrétienne et conservatrice, constituent sur le plan fédéral une force appelée la CDU/CSU.
Depuis la 21e législature, le groupe est présidé par Jens Spahn.

## Organisation

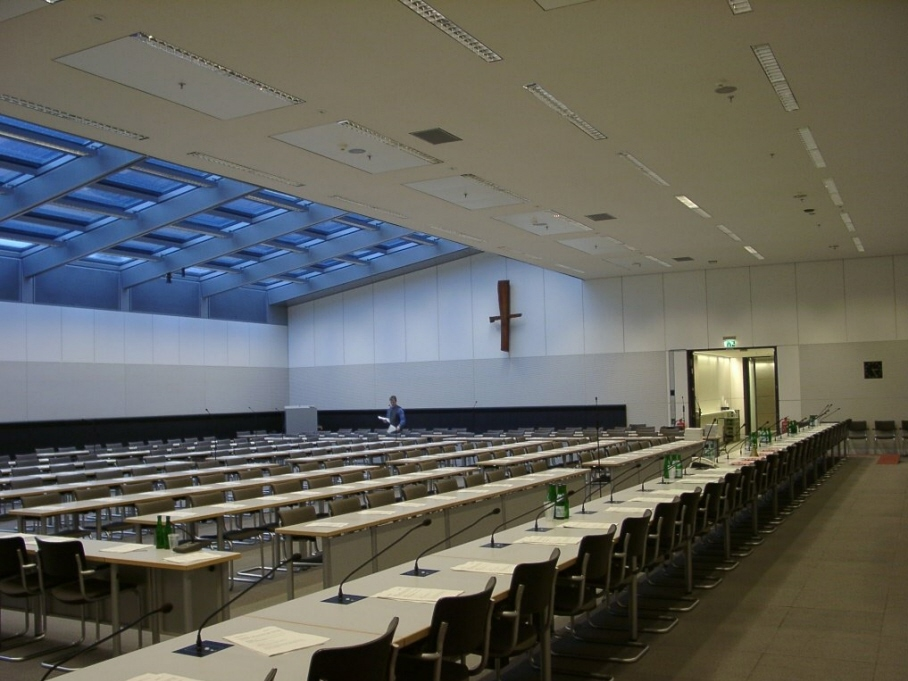
Salle de réunion du groupe CDU/CSU au palais du Reichstag, en 2001. La sculpture, due à Markus Daum, évoque la croix chrétienne.

La réunion de membres de partis différents au sein de ce groupe unique est permise par l'article 10 du règlement du Bundestag, dans la mesure où les partis de l'Union « ne se trouv[e]nt dans aucun Land en concurrence pour des raisons d’orientation politique » (art. 10 al. 1 GOBT). Cette disposition est associée à la CDU/CSU à tel point qu’elle est appelée la Lex Union.
Les députés membres du groupe forment également des groupements provinciaux (Landesgruppen). Le plus important est le groupement régional de la CSU (CSU-Landesgruppe), qui se considère comme une unité autonome au sein du groupe et dispose d’une importante marge de manœuvre depuis la crise causée par les menaces de sécession de la CSU dans les années 1970.

## Présidence
| Nom                   | Parti      | Parti | Dates du mandat | Dates du mandat |
| --------------------- | ---------- | ----- | --------------- | --------------- |
| Konrad Adenauer       |            | CDU   | 01/09/1949      | 15/09/1949      |
| Heinrich von Brentano | 30/09/1949 | CDU   | 07/06/1955      |                 |
| Heinrich Krone        | 15/06/1955 | CDU   | 24/11/1961      |                 |
| Heinrich von Brentano | 24/11/1961 | CDU   | 14/11/1964      |                 |
| Rainer Barzel         | 01/12/1964 | CDU   | 09/05/1973      |                 |
| Karl Carstens         | 17/05/1973 | CDU   | 01/12/1976      |                 |
| Helmut Kohl           | 13/12/1976 | CDU   | 04/10/1982      |                 |
| Alfred Dregger        | 04/10/1982 | CDU   | 25/11/1991      |                 |
| Wolfgang Schäuble     | 25/11/1991 | CDU   | 29/02/2000      |                 |
| Friedrich Merz        | 29/02/2000 | CDU   | 24/09/2002      |                 |
| Angela Merkel         | 24/09/2002 | CDU   | 21/11/2005      |                 |
| Volker Kauder         | 21/11/2005 | CDU   | 25/09/2018      |                 |
| Ralph Brinkhaus       | 25/09/2018 | CDU   | 15/02/2022      |                 |
| Friedrich Merz        | 15/02/2022 | CDU   | 05/05/2025      |                 |
| Jens Spahn            | 05/05/2025 | CDU   | -               |                 |